# Space Revolver
Space Revolver is het vijfde studioalbum van de Zweedse band The Flower Kings. Het werd opgenomen in hun eigen Cosmic Lodge-geluidsstudio in Zweden. Het album liet een nieuwe basgitarist horen, Michael Stolt hield ermee op. Het album bevat progressieve rock. Het was na drie dubbelcompact discs weer een enkele, maar op de Japanse markt verscheen een dubbel-cd met aanvullend materiaal.
Drummer Jaime Salazar wordt niet genoemd bij credits, maar hij staat wel op de bandfoto op het middenblad. Bij de uitgave van de boxset A Kingdom of Colours is Salazar wel opgenomen in de credits.

## Musici
- Roine Stolt - zang, gitaar, basgitaar
- Tomas Bodin - toetsinstrumenten
- Hans Fröberg - zang, akoestische gitaar
- Jonas Reingold - basgitaar
- Jaime Salazar – slagwerk

Met
- Hans Bruniusson - percussie, zang
- Ulf Wallnder – sopraansaxofoon

## Muziek
| Nr. | Titel                                    | Duur  |
| --- | ---------------------------------------- | ----- |
| 1.  | I am the sun, part 1 (Stolt)             | 15:03 |
| 2.  | Dream on dreamer (Stolt, Bodin)          | 2:43  |
| 3.  | Rumble fish twist (Bodin)                | 8:06  |
| 4.  | Monster within (Stolt)                   | 12:55 |
| 5.  | Chicken farmer song (Stolt)              | 5:09  |
| 6.  | Underdog (Stolt)                         | 5:29  |
| 7.  | You don't know what you've got (Fröberg) | 2:39  |
| 8.  | Slave to money (Stolt)                   | 7:30  |
| 9.  | A kings prayer (Stolt)                   | 6:02  |
| 10. | I am the sun, part 2 (Stolt)             | 10:48 |

| Nr. | Titel                                           | Duur |
| --- | ----------------------------------------------- | ---- |
| 1.  | The meadow (Reingold)                           | 3:12 |
| 2.  | A good heart (demo) (Stolt)                     | 5:21 |
| 3.  | Dream on dreamer (andere versie) (Stolt, Bodin) | 2:17 |
| 4.  | Venus flytrap (Bodin)                           | 6:26 |
| 5.  | Last exit (Stolt)                               | 9:17 |